# Habenaria austrosinensis
Habenaria austrosinensis är en orkidéart som beskrevs av Tang och Fa Tsuan Wang. Habenaria austrosinensis ingår i släktet Habenaria och familjen orkidéer. Inga underarter finns listade i Catalogue of Life.